# 藏文化
西藏因其地理和氣候條件而發展出獨特的藏文化。喜馬拉雅地區受到來自中國、印度和尼泊爾藏族文化的影響，但其交通不便的地理位置保留了獨特的當地影響力，並刺激了其獨特文化的發展。
藏傳佛教自七世紀傳入西藏後，對藏族文化產生了特別強烈的影響。主要來自印度，尼泊爾和中國的佛教傳播者引入了來自印度和中國的藝術和習俗。西藏的藝術，文學和音樂都普遍包含了佛教信仰的元素，而佛教在苯教和其他地方信仰的影響下，在西藏也形成了獨特的形式。
西藏的天文，占星和醫學方面的一些著作是從梵文和文言文翻譯過來的。
西藏的特定地理和氣候條件鼓勵居民遊牧，並發展出與周圍地區不同的飲食。